# Mary Jiménez (cineasta)
Mary Jiménez Freeman-Morris (Lima, 1948) es una arquitecta, guionista, editora, directora, y productora peruana. Es una referente del cine autobiográfico en el Perú.En la época donde se producía generalmente documental político, Jiménez buscó plasmar el retrato familiar y la autorrepresentación. Su filmografía explora géneros que van desde el autorretrato fílmico hasta el documental contemplativo.

## Biografía
Mary Jiménez nació con Lima. Primero estudio arquitectura en Lima, para luego estudiar cine en el Instituto Nacional Superior de Artes del Espectáculo y Técnicas de Difusión (INSAS) en Bélgica.Ha dirigido aproximadamente doce películas. Es considerada pionera de los documentales autoreferenciales en América Latina, en su obra resalta "una intención de reunión con el otro y de re-integración del individuo con el universo".
Sus filmes han sido expuestos en festivales nacionales y han generado interés tanto por parte de la crítica como del público en general.A la par de su carrera cinematográfica, Jiménez enseñó cine en INSAS, en la Escuela de Cine y Televisión de Cuba y el Departamento Audiovisual de la Escuela de Arte de Lausana, en Suiza.

## Filmografía
- 21:12 piano bar (1981)
- Du verbe aimer (1984)
- Fiestas (1988)
- Loco Lucho (1998)
- Le position du lion couché (2006)
- Le dictionnaire selon Marcus (2009)
- Héros sans visage (2011)
- Sobre las brasas (2013, codirigido con Bénédicte Liénard)
- Con el nombre de Tania (2019, codirigido con Bénédicte Liénard)

- Face Deal (2014)

## Participación en festivales
| Año  | Festival                                 | Categoría                                      | Película               |
| ---- | ---------------------------------------- | ---------------------------------------------- | ---------------------- |
| 2019 | Festival Internacional de Cine de Berlín | Selección Oficial en Sección Generation 14plus | Con el nombre de Tania |